# Wspólne zadanie
Wspólne zadanie – jedyny album studyjny polskiego duetu hip-hopowego Ski Skład. Wydawnictwo ukazało się 26 czerwca 2003 roku nakładem oficyny T1-Teraz. Produkcji nagrań podjęli się członek duetu Ski Skład – Peja, a także Doniu, O.S.T.R., DJ Decks, Dejot oraz Magiera. Nagrania dotarły do 14. miejsca listy OLiS.
Wymieniony jako gość w utworze „Być nie mieć 2” – Krzysztof „KNT” Kozak jest w istocie przedmiotem dissu wystosowanego przez Peję. W piosence znalazły się fragmentu monologu Kozaka.
Płyta doczekała się reedycji w 2014 roku nakładem Universal Music Polska.

## Lista utworów
Opracowano na podstawie materiału źródłowego.
1. „Intro” (muz. Peja) – 1:06
2. „Jestem zbuntowanym głosem” (muz. Peja) – 3:32
3. „Ski Bilon” (muz. Peja) – 0:37
4. „Klasyczna fuzja” (muz. Doniu, scratche: DJ Decks) – 3:49
5. „Ski Monia, Aga” (muz. Peja) – 0:30
6. „Na lepsze” (muz., scratche: DJ Decks) – 4:42
7. „Ski Hans” (muz. Peja) – 0:37
8. „I kto ma lepiej?” gościnnie: RDW (muz. Magiera) – 4:18
9. „Ski Glaca, Feel X, Rajmund” (muz. Peja) – 1:10
10. „No co by było gdyby?!” (muz. Peja) – 4:27
11. „Ski O.S.T.R.” (muz. Peja) – 0:43
12. „Dzień zagłady” gościnnie: Fu (muz. Peja) – 4:28
13. „Być nie mieć 2” gościnnie: KNT (muz. Peja) – 4:30
14. „Niech nie zdarzy Ci się...” (muz. Peja) – 3:39
15. „Ski Mario” (muz. Peja) – 0:43
16. „Kto ma wiedzieć to wie...” (muz. Peja) – 5:01
17. „0.30” (muz. Peja) – 1:13
18. „Na co nas stać” gościnnie: WNB (muz. Dejot) – 5:37
19. „Ski Fu” (muz. Peja) – 0:37
20. „Loża szyderców” gościnnie: O.S.T.R. (muz. O.S.T.R.) – 4:02
21. „Ski SPH” (muz. Peja) – 0:45
22. „Ostatnia stacja Rezygnacja” (muz. Peja) – 3:27
23. „Ski Pudyś” (muz. Peja) – 0:26
24. „Terrorym” (muz. Peja) – 6:01
25. „Ski Iceman, RDW, Mezo” (muz. Peja) – 1:21
26. „Po to żeby dzieci miały...” (muz. Peja, scratche: DJ Decks) – 3:36